# 8kun
Ne doit pas être confondu avec 4chan.
8kun, anciennement 8chan, également appelé Infinitechan ou Infinitychan (parfois écrit ∞chan), est un site américain d'imageboards créés par les utilisateurs. Lancé en 2013 par Fredrick Brennan, un ancien utilisateur de 4chan (aussi connu sous le surnom de « hotwheels »), il gagne en popularité en 2014 pendant l'affaire du Gamergate. Il est très utilisé par l'extrême droite internationale, laquelle est décrite par Le Monde comme « masculiniste, antisémite, anti-immigration et anti-islam ». Le site fait aussi polémique du fait de l'existence de boards dédiés au viol d'enfants ou à la pédopornographie. En 2019, il est l'objet de multiples critiques : plusieurs terroristes d'extrême droite fréquentent le site et y ont posté des manifestes avant leur passage à l'acte.

## Concept

Ancien logo du site.

8kun s'inspire de 4chan, un imageboard créé en 2003. Fondé en 2013 par Fredrick Brennan, 8kun gagne en popularité avec le Gamergate en 2014. Le propre du site est son « absence quasi-totale de modération ».
8kun regroupe un grand nombre de « boards » (littéralement tableaux de sujets), allant de la culture manga, culinaire aux sujets politiques de tous bords, créés par les utilisateurs, tous anonymes, qui gèrent eux-mêmes l'administration et la modération de chaque board. On compte en 2019 plus de 18 000 boards[réf. nécessaire].
En 2014, Brennan affirme que son site compte plus de 35 000 visites uniques et 400 000 publications quotidiennes.

## Positionnement politique et idéologique
En 2019, Pixels, une chronique de l'édition numérique du journal Le Monde, décrit 8kun comme « l'un des sites de ralliement d’une extrême droite résolument internationale, masculiniste, antisémite, anti-immigration et anti-islam ». Libération parle d'un « repère des militants d’extrême droite ». Selon Forbes, 8kun « est depuis longtemps connu comme un havre pour la pensée extrémiste de droite, et une version plus sauvage du déjà rebelle 4Chan ». En 2015, les utilisateurs du site lancent une campagne contre Star Wars VII, parce que les nouveaux personnages principaux (Rey et Finn) sont un homme noir et une femme.
Le fondateur du site, Fredrick Brennan, qualifie en 2014 ses utilisateurs de majoritairement « conservateurs », tout en signalant l'existence de boards orientés politiquement à gauche. En 2015, il cède l'administration du site à Jim Watkins.
Le Washington Post décrit 8kun comme « équivalent de 4chan le plus sans foi ni loi, le plus libertarien et le plus désinhibé », mentionnant en exemple l'existence de boards dédiés au viol d'enfants ou à la pédopornographie,. Le site est brièvement retiré des résultats du moteur de recherche Google en août 2015, à cause de l'hébergement potentiel de contenu lié à des abus sexuels sur mineurs, avant d'être à nouveau accessible.

## Affaires importantes

### Controverse du Gamergate
Le 18 septembre 2014, 8chan se retrouva mêlé à la controverse du Gamergate après que 4chan a interdit toute discussion sur ce sujet,,, les utilisateurs bannis ont migré sur 8chan sur le board « /gamergate/ ». Ce forum est rapidement devenu le deuxième le plus consulté du site.

### Attentat de Christchurch
Le terroriste d'extrême droite Brenton Tarrant, auteur de l'attentat de Christchurch, est un utilisateur de 8kun,. Il y annonce l'intention de perpétrer le massacre, et partage le lien vers la retransmission en direct de l'attentat sur Facebook,.
8kun, 4chan, LiveLeak et Zero Hedge sont bloqués par plusieurs fournisseurs d'accès en Australie et en Nouvelle-Zélande après l'attentat de Christchurch. Brennan, fondateur et ancien dirigeant de 8kun, exprime des regrets à la suite de l'attentat et s'inquiète de possibles futures attaques terroristes similaires,.

### Fusillade de la synagogue de Poway
Le site est à nouveau pointé du doigt un mois plus tard, quand l'un de ses utilisateurs perpètre un massacre dans une synagogue, à Poway, après avoir posté un manifeste de revendication sur le site,.

### Fusillades d'El Paso
En août 2019, consécutivement à la fusillade d'El Paso, dont l'auteur présumé est suspecté d'être un utilisateur de 8kun (il y aurait diffusé un manifeste), le site perd son réseau de distribution de contenu lui servant de protection contre les attaques par déni de service, CloudFlare,. Il est remis en ligne quelques heures plus tard. Le fondateur et ancien dirigeant de 8kun, Fredrick Brennan, réitère ses critiques et demande la fermeture du site.
D'après Jim Watkins, le gérant du site 8kun, le tueur d'El Paso a publié son manifeste sur Instagram et non sur 8kun. C'est une autre personne qui aurait ensuite déposé le manifeste sur le réseau 8kun. Instagram nie l’existence de ce post et affirme que le compte Instagram du tueur n'a pas été utilisé depuis plus d'un an.

### QAnon
En novembre 2017, alors que la personne derrière QAnon publiait jusqu'ici ses messages sur 4chan, elle prétend que 4chan aurait été « infiltré » et se met à publier sur 8chan. Le propriétaire du site se réjouit de l'afflux de nouveaux utilisateurs que cela lui procure. 8chan devient le seul site Internet sur lequel QAnon s'exprime,. Selon les analyses de la start-up spécialisée en intelligence artificielle OpenAnalytics et des chercheurs en linguistique quantitative Florian Cafiero et Jean-Baptiste Camps, Ron Watkins, propriétaire de 8chan, se serait mis à usurper le nom de QAnon en 2018 à la place d'un autre utilisateur et en serait désormais le principal animateur. En octobre 2020, le site est brièvement interrompu après que son hébergeur CNServers a découvert qu'il servait à maintenir QAnon en ligne.